# Aeroportul Regional Tuscaloosa
Aeroportul Regional Tuscaloosa (IATA: TCL, ICAO: KTCL, FAA LID: TCL) este un aeroport din Comitatul Tuscaloosa, Alabama, Alabama, Statele Unite ale Americii ce deservește zona Tuscaloosa⁠(d). Aeroportul a fost tranzitat în 2019 de 3.586 de pasageri. A fost numit după zona deservită.
Situat la o altitudine de 52 m, aeroportul dispune de 2 piste.

## Infrastructură

### Piste
Aeroportul dispune de 2 piste. Pista 04/22 are suprafața de asfalt și dimensiunile 6.499 picioare × 150 picioare. Pista 12/30 are suprafața de asfalt și dimensiunile 4.001 picioare × 100 picioare. 